# Милан Димитријевић
Милан С. Димитријевић (Лесковац, 24. август 1947) српски је астроном и бивши министар за науку, технологију и развој Савезне Републике Југославије.

## Биографија
Физику и астрофизику је завршио на Природно-математичком факултету Универзитета у Београду 1972. и 1973. године. Доктор је физичких наука од 1978. Научни је саветник Астрономске опсерваторије у Београду. Обављао је функцију директора ове институције у периоду од 1994. до 2002. године. Димитријевић је председник Друштва астронома Србије. У периоду од 1984. до 2004. био је главни и одговорни уредник Васионе. Био је министар за науку, технологију и развој Савезне Републике Југославије 1993. и 1994. године.
Области његовог ужег интересовања су астрономска спектроскопија и Штарков ефекат.
Радио је: у Институту за физику у Београду (1974-1978 и 1983-1984), у Институту за примењену физику (1978-1983) и Астрономској опсерваторији (1984-2012). У пензији је од 2012. године.
Био је Савезни министар за науку, технологију и развој (1993-1994) и директор Астрономске опсерваторије (1994-2002). Од 2009. године, придружени је сарадник Париске опсерваторије у Laboratoire d'Etudes du Rayonnement et de la Matière en Astrophysique. На Математичком факултету у Београду на постдипломским, односно докторским, студијама предавао је: "Астрономску спектроскопију" и "Утицај судара са наелектрисаним честицама на спектре астрофизичке плазме". На европским Астромундус мастер студијама из Астрономије предавао је "Spectral Lineshapes in Astrophysics".
Његови научни радови су, првенствено, из области Астрономије, али и из одређених области физике, примењене математике, информатичких технологија и историје и филозофије природних наука. Као нову научну област у српској астрономији, увео је теоријско проучавање облика линија у звезданим спектрима и, у сарадњи са А. А. Михајловим, истраживање утицаја атомских и молекуларних сударних процеса на оптичке карактеристике звезданих атмосфера.
Најзначајнија научна достигнућа Димитријевић има у области спектроскопије звездане и лабораторијске плазме. У неколико радова, заједно са Н. Коњевићем, В. Кршљанином и Л. Ч. Поповићем, формулисао је и разрадио модификовани семиемпиријски прилаз за прорачун параметара спектралних линија проширених Штарковим ефектом. Овај прилаз је нашао широку примену у астрономији и физици.
Разрадио је и тестирао више различитих приближних прилаза за прорачун и процену параметара спектралних линија, проширених сударима са наелектрисаним честицама, погодних за различите ситуације које се срећу у звезданим атмосферама. Истраживања профила линија вишеструко наелектрисаних јона су често прва систематска теоријска истраживања овакве врсте. Спајањем и повезивањем више компјутерских програма, заједно са Н. Бен Несибом из Туниса и С. Сахал-Брешо из Париза, остварио је ab initio прорачун параметара Штарковог ширења, полазећи од квантних бројева и атомске структуре. Заједно са С. Сахал-Брешо из Париза направио међународну базу података о Штарковом ширењу спектралних линија STARK-B, у коју су укључени њихови резултати. Показао је да механизам Штарковог ширења спектралних линија може да буде значајан за анализу и синтезу звезданих спектара и моделирање звезданих атмосфера и истражио при каквим условима и код којих класа звезда он највише долази до изражаја.
Истражио је, заједно са А. А. Михајловим, утицај јон-атомских сударних процеса са формирањем квазимолекуларног комплекса, на емисију, апсорпцију и рекомбинацију у атмосферама хладних звезда и код белих патуљака и показано да група, до ових радова занемариваних, процеса мора бити узета у обзир код моделирања атмосфера хелијумом богатих белих патуљака и неких слојева Сунчеве атмосфере.
Дао је значајан допринос проучавању историје астрономије код Срба, посебно анализирајући дела Милутина Миланковића и Ђорђа Станојевића, али је, у сарадњи са Евстратијем Теодосијуом и Василијем Маниманисом из Атине, истраживао и дела византијског астронома Нићифора Григоре, Василија Великог, Риге од Фере, пресократовских филозофа, појам бесконачног, развој хелиоцентричке идеје, од Орфичких химни, преко питагорејаца и Аристарха до цара Јулијана, астрономску тематику у Илијади и Одисеји, звезду Сиријус у античкој литератури, као и космичке мотиве у српској средњовековној нумизматици.
Написао је и снимио за, ТВ Београд и ТВ Нови Сад, десетак серија о астрономији (три серије су издате као видео касете намењене настави).
Остварио је изузетно успешну међународну сарадњу. Руководио је међународним пројектима са Париском опсерваторијом, Универзитетима у Лондону, Дарему и Атини, Институтом за теоријску астрономију у Москви и Институтом за астрономију у Софији. Руководилац је српског дела великог међународног пројекта за стварање европског Виртуелног центра за атомске и молекуларне податке, првенствено за потребе моделирања звезданих атмосфера, иначе првог пројекта Европске уније у астрономији у Србији.
Организовао је више од 20 међународних и националних научних конференција, као што су серије конференција "Српска конференција о облицима спектралних линија у астрофизици" и низ заједничких конференција са бугарским, румунским, мађарским и белоруским астрономима. Да би унапредио истраживања историје астрономије, проучавање космичко-астрономских инспирација, мотива и веза у археологији, филозофији, поезији, књижевности, музици, сликарству, организовао је серију научних конференција "Развој астрономије код Срба" (Београд) 1997, 2002, 2004, 2006, 2008, 2010, 2012, 2014), које су окупиле велики број научника, књижевника и уметника.)
Добио је Награду за научни рад Астрономске опсерваторије 1996 и 2002, а Национални савет за научни и технолошки развој доделио му је звање "Заслужни научник", 2009. године.
Од 2020. члан је међународне Словенске академије.

### Функције
- Председник Друштва астронома Србије (2008-2014).
- Председник Астрономског друштва "Руђер Бошковић" (1982-2005).
- Председник Ротари клуба Београд (2001-2002).
- Главни и одговорни уредник "Serbian Astronomical Journal"
- Главни и одговорни уредник серије "Publications of the Belgrade Astronomical Observatory" 1987-2002.
- Главни и одговорни уредник часописа "Васиона" (1985-2004).
- Копредседник Радне групе за сударне процесе Међународне астрономске уније.
- Члан Управе Евроазијског астрономског друштва.
- Члан Савета Европског астрономског друштва.
- Члан је Удружења књижевника Србије.

## Дела

### Књиге
- Српски астрономи у индексу научних цитата у XX веку (2005)
- Астрономска спектроскопија (1998)
- Истраживање облика спектралних линија у Југославији и Србији, I-V (1990-2001)
- Београдска астрономска опсерваторија, у годинама од 1995 до 2000
- Песме (преведене на бугарски)
- Антологија "Космички цвет", Просвета 2003.
- Пред звезданим вратима (Савремена бугарска поезија), Просвета 2015.

Има велики број научних радова, од којих је више од 200 објављено у водећим међународним научним часописима.
Објавио је више од 250 научнопопуларних чланка из астрономије и, са А. Томићем, уџбеник астрономије за гимназију (шест издања, а преведен је на албански и македонски језик).

### Радови
- M.S. Dimitrijević, N. Konjević: Stark widths of doubly- and triply-ionized atom lines, Journal of Quantitative Spectroscopy and Radiative Transfer, 24, 451, 1980
- M. S. Dimitrijević, N. Feautrier, S. Sahal-Bréchot, Comparison between quantum and semiclassical calculations of the electron impact broadening of the Li I resonance line, Journal of Physics B, 14, 2559, 1981
- A. A. Mihajlov, M. S. Dimitrijević: Influence of ion-atom collisions on the absorption of radiation in white dwarfs, Astronomy and Astrophysics, 256, 305, 1992
- M. S. Dimitrijević, L. Č. Popović: Modified semiermpirical method, Јournal of Applied Spectroscopy, 68, 893, 2001
- M. S. Dimitrijević, L. Č. Popović, J. Kovačević, M. Dačić, D. Ilić,: The flux ratio of the [OIII] λλ4959,5007 lines in AGN: Comparison with theoretical calculations, Monthly Notices of the Royal Astronomical Society, 374, 1181, 2007
- M. S. Dimitrijević: Problems of calendar reform and Easter date determination and a proposition to the Serbian Orthodox Church made by Djordje Stanojević, Transdisciplinary Studies, 1, 147, 2011
- M. S. Dimitrijević, E. Th. Theodossiou, V. N. Manimanis, P. Z. Mantarakis: Astronomy and constellations in Iliad and Odissey, Journal of Astronomical History and Heritage, 14, 1, 22, 2011
- M. S. Dimitrijević: 70 years of Astronomical society "Rudjer Bošković" - An interesting experience in astronomical education, popularization and organization of astronomer amateurs, in Teaching and Copmmunicating Astronomy, eds. A. Ortis-Gil, V. Martinez, European Astronomical Society Publications Series, 16, 35, 2005.